# Kambriske Eksplosion
Den Kambriske Eksplosion refererer til en enestående periode af evolutionær nyskabelse af de fleste større dyrerækker. Den Kambriske Eksplosion fandt sted for cirka 543 millioner år siden og strakte sig over en periode på mange millioner år.
Den relativt hurtige opståen af de fleste dyrerækker følger Ediacara-faunaen, men lader ikke til at være relateret til den. Fossiler fra tiden før den Kambriske eksplosion er sjældne, og ingen af dem man har er forgængere til de mange nye dyrerækker som man finder i senere jordlag. Der er ikke nogen konsensus om hvorfor dette er tilfældet men hypoteser foreslår at dyrene enten var for få, for små, for bløde eller en kombination, og derfor ekstra svære at finde .
Den Kambriske Eksplosion har givet anledning til en del videnskabelige debatter. Diskussionen går på tre ting: om der virkelig opstod så stor mangfoldighed i perioden eller processen var indledt tidligere; hvad årsagen kan være, f.eks. øget mængder af calcium eller ilt på jordens overflade; om det ændrer noget med evolutionsteorien. Charles Darwin skriver i sin bog Naturlig selektion at det store antal fossiler og meget få fossiler inden den kambriske periode kunne bruges som indvending imod teorien, men han mener at manglende fossiler skyldes manglende viden indenfor geologien. Siden er der fundet mange flere fossiler fra tiden før den Kambriske periode.

## Varigheden af Den Kambriske Eksplosion
Den geologiske periode Kambrium, der giver navnet til den kambriske eksplosion varede 53,7 millioner år, hvilket er grunden til at de fleste sætter varigheden til ca. 50 millioner år. Men den biologiske periode dateres typisk til at starte før den geologiske periode, og placeres så langt tilbage som til for 570 millioner år siden , og når der for langt ind i den forgående geologiske periode Ediacarium (sidste del af den neoproterozoiske æra), som ofte lidt misvisende omtales Prækambrium. Hvilket forlænger den kambriske eksplosion med 33 millioner år. De vigtigste udviklinger er forgået i en periode på ca. 30 millioner år, med vigtige detaljer over så lidt som 5-10 millioner af år . Så alt efter hvad man taler om varede den kambriske eksplosion et sted mellem 86 til 30 millioner år.